# Alexandre Lyra Leite
Alexandre Lyra Leite (n. Lisboa, 1971), encenador, autor e produtor português.

Estudou Cinema na Escola Superior de Teatro e Cinema e Produção e Gestão Teatral no IFICT - Instituto de Formação, Investigação e Criação Teatral, em Lisboa.
Em 1991 fundou a Inestética companhia teatral, onde desenvolve actividade profissional como director artístico, encenador, produtor e autor. 
O seu trabalho distingue-se por uma abordagem multidisciplinar, com uma forte dimensão poética e visual.  
Encenou inúmeros espectáculos nas áreas da ópera, teatro e performance. Foi premiado em três edições do Concurso “O Teatro na Década”, organizado pelo Clube Português de Artes e Ideias, e bolseiro na área das Artes do Espectáculo do Centro Nacional de Cultura, Lisboa, e da Fundação Calouste Gulbenkian, no programa de Novos Encenadores. Em 1996 foi distinguido com a Placa de Mérito Cultural da Cidade de Vila Franca de Xira.

## Encenação
- 2022 Manifesto Nada (ópera), de António de Sousa Dias, a partir de Tristan Tzara
- 2021 Barbearia Atómica, a partir de António José Forte
- 2020 A Greve dos Controladores de Voo, a partir de Jorge de Sousa Braga
- 2019 As Flores do Mal (ópera), de Luís Soldado, a partir de Charles Baudelaire
- 2018 Noir, autor, a partir de Edward Gorey
- 2017 Tabacaria (ópera), de Luís Soldado, a partir de Fernando Pessoa
- 2015 O Corvo (ópera), de Luís Soldado, a partir de Edgar Allan Poe
- 2015 Coisas Estúpidas para Gente Inteligente, co-autor
- 2013 Serei Eu Fugindo? (ópera), libreto de Rui Zink
- 2009 This is Not a Fucking Happening, autor
- 2008 A Metamorfose, a partir de Franz Kafka
- 2007 O Gato Preto & Outros Fantasmas, a partir de Edgar Allan Poe
- 2006 O Terceiro Homem, autor
- 2005 O Homem Absurdo, autor
- 2003 O Homem Vazio, autor
- 2003 The Scum Show, autor, a partir de Tim Burton
- 2002 Dissonância, de Roberto Corte
- 2002 Ar Condicionado, autor
- 2001 Still: cidade suspensa, a partir de Italo Calvino
- 2001 Agent Provocateur 2, a partir do Livro da 3ª classe (Estado Novo)
- 2000 Fish, Bird & Beast, a partir de William Blake
- 2000 Foi amor à primeira vista aqui neste meteorito, a partir de Stanislaw Lem
- 1999 O Navio Fantasma - versão corrupta, a partir de Richard Wagner
- 1999 A Arte da Guerra, a partir de Sun Tzu
- 1998 Um erro sem importância, autor
- 1998 Estratégias de Média Intensidade, autor
- 1997 Agent Provocateur, autor
- 1996 Um Oceano Inteligente, a partir de Stanislaw Lem
- 1995 Maria! Não me mates que sou tua mãe!, a partir de Camilo Castelo Branco
- 1995 Hello, Mr. Tanhauser, a partir de Richard Wagner
- 1994 Os Cães Têm Olhos Azuis, a partir de Tristan Tzara e Edgar Allan Poe
- 1993 Maelstrom, de Jorge L. Santos e Alexandre Lyra Leite
- 1993 Did You Miss Me?, autor
- 1992 SexoReal, autor
- 1992 Bloody Mary, a partir de Alves Redol
- 1992 As Esotéricas, a partir de Vinicius de Moraes

## Performance
- 2016 Imaterial, autor
- 2013 Début, autor
- 2011 Comfort Zone, autor
- 2010 Maiko Express, autor
- 1991 Ultimatum, co-autor

## Textos para teatro
- O Terceiro Homem (2006)
- O Homem Absurdo (2005)
- O Homem Vazio (2003)
- The Scum Show (2003)
- Ar Condicionado (2002)
- O Navio Fantasma - versão corrupta (1999)
- Um erro sem importância (1998, editado) - Prémio de Melhor Texto Teatral do Concurso O Teatro Na Década 98
- Estratégias de Média Intensidade (1998)